# آزادمون
ازادمون، روستایی است از توابع بخش مرکزی شهرستان محمودآباد در استان مازندران ایران.

## جمعیت
این روستا در دهستان اهلم‌رستاق شمالی قرار دارد و براساس سرشماری مرکز آمار ایران در سال ۱۳۸۵، جمعیت آن ۲۳۰۳ نفر (۶۰۷خانوار) بوده‌است.